# Escuela Secundaria Santa Susana
La Escuela Secundaria Santa Susana es una de las cuatro escuelas secundarias públicas ubicadas en el Distrito Escolar Unificado de Simi Valley en Simi Valley, California. Construido en 1970, el campus de la escuela se diseñó originalmente como un campus de secundaria antes conocido como Sequoia Junior High School. En junio de 1995, la Junta Escolar de Simi Valley votó que un campus de secundaria se convirtiera en una escuela secundaria magnet para adaptarse a la mudanza de los estudiantes de noveno grado a campus de secundaria regulares, y todos los campus de secundaria restantes se convertirían en escuelas intermedias. La junta escolar eligió a Sequoia Junior High sobre Hillside Junior High debido a su ubicación. La Escuela Secundaria Santa Susana abrió oficialmente el 5 de septiembre de 1996.
Actualmente, la Escuela Secundaria Santa Susana está configurada con tres bloques principales de aulas, que rodean un patio. Un gran anfiteatro al aire libre divide el complejo de aulas y los talleres de MUR, música, escenografía, cine y radiodifusión de la escuela y Black Box Theatre. El centro técnico de artes escénicas de 422 asientos, los estudios de baile y el estacionamiento para estudiantes están ubicados al oeste del salón de usos múltiples. Los colores de la escuela son plata, negro, blanco y verde azulado. La mascota es el Trovador.

## Estructura escolar
La estructura escolar de Santa Susana es el modelo de "escuela dentro de una escuela", que permite a los estudiantes perseguir sus intereses académicos a medida que desarrollan habilidades para una vida postsecundaria. Los programas están organizados en tres escuelas más pequeñas: la Escuela Académica, la Escuela de Artes Técnicas y la Escuela de Artes Visuales y Escénicas. Los estudiantes reciben prioridad para la inscripción en su curso de estudio seleccionado que va desde: académicos acelerados (Humanidades, Matemáticas, Ciencias), prácticas legales, STEM: Robótica e Ingeniería; Artes técnicas, incluidos gráficos y publicaciones, películas y producción de películas, periodismo televisivo, escenografía y diseño de sitios web; Artes visuales y escénicas, incluidas las bellas artes, la música vocal e instrumental, el teatro y el teatro musical, y la danza. El curso de estudio de Idiomas del Mundo integra los estándares de Educación Profesional en Hotelería, Turismo y Recreación y se lleva a cabo en francés, alemán o español. Se ofrecerán dos nuevos cursos de estudio para 2016-2017, que incluyen Grabación de audio e Ilustración comercial.

### Grados académicos avanzados
En 2015, SSHS obtuvo un 86 % de competencia o más en CAASPP ELA y un 55 % en Matemáticas. Estas tasas eran casi el doble del promedio estatal para los estudiantes de 11.° grado.

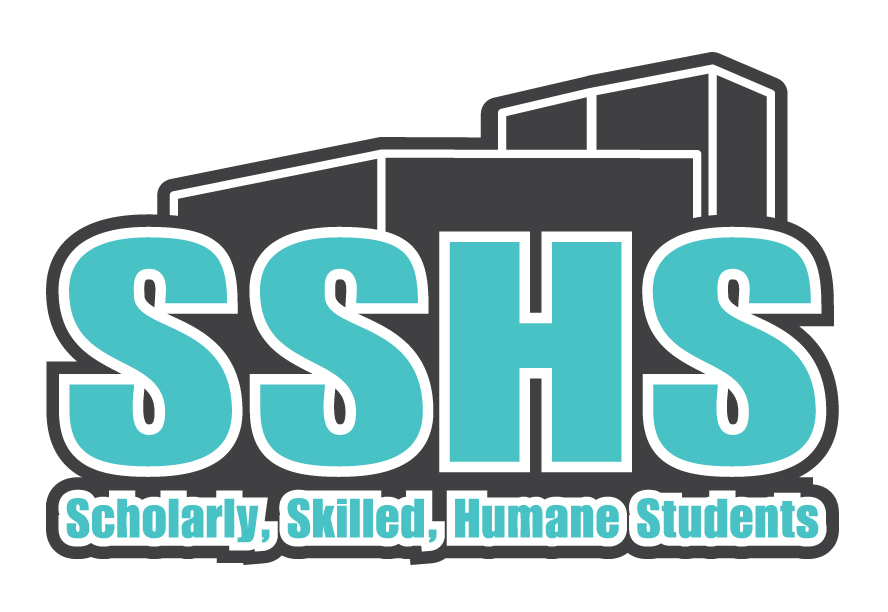
Logo de la Escuela Secundaria Santa Susana utilizado desde 2013.

Los cursos de Ubicación Avanzada que se ofrecen incluyen: Lengua y Literatura Inglesa AP, Cálculo AB y BC, Química, Informática, Ciencias Ambientales, Francés, Teoría de la Música, Diseño 2D; Arte de estudio 2D: Dibujo, Historia mundial y de EE. UU., Física 1, 2 y C - E y M, y C-Mecánica; Psicología, Estadística, Gobierno/Economía y Geografía Humana. A partir de 2015–2016, todos los estudiantes de primer año están inscritos en Comprensión de las opciones universitarias y profesionales, que otorga créditos tanto para la escuela secundaria como para la universidad. Los estudiantes también pueden obtener créditos universitarios en ROP Digital Media: Graphics, ROP Digital Media: Film y Business (ofrecidos a través del distrito universitario).
La Academia de Derecho es parte de la Escuela de Académicos. En 2007, Santa Susana recibió una gran subvención para programas secundarios especializados del Departamento de Educación de California, para crear la Academia de Derecho y Sociedad. Los estudiantes de esta academia completan cursos como Ética y Lógica, Ley y Orden y Estudios Jurídicos Aplicados. El equipo de Mock Trial ganó el primer lugar en la competencia Empire de San Francisco de 2014 y el cuarto lugar en general en la competencia mundial de Nueva York de 2015. Los estudiantes en este programa son asesorados por varios entrenadores de abogados, miembros del equipo de juicios simulados de la universidad y un artista en residencia.
El énfasis en STEM: Enfoque en robótica e ingeniería comenzó en 2013–2014. En los dos primeros años de su creación, STEM recibió más de $70 000 en fondos para crear cursos como Exploración de la informática y la robótica, brindar capacitación en STEM a los maestros en todo el plan de estudios y comprar suministros para los estudiantes, como equipos de robótica e impresoras 3D. Las actividades estudiantiles dentro de este programa incluyen un club de robótica activo y competitivo y una feria de ciencias STEM.
La serie Distinguished Speaker trae temas académicos al teatro y ha incluido invitados como, entre otros, el sobreviviente del Holocausto Ben Lesser, la ingeniera de Curiosity Rover Melissa Soriano, el sargento Gary Littrell, ganador de la Medalla de Honor del Congreso, el editor de la revista Skeptic, Michael Shermer, y el expresidente mexicano Vicente Fox.

### Artes visuales y escénicas
Santa Susana cuenta con un Programa de Artes Visuales y Escénicas. La Escuela Secundaria Santa Susana recibió fondos de un bono de la ciudad y fondos estatales para construir un Centro de Teatro de Artes Escénicas. Aprobado por primera vez por los votantes en 2004 como parte de la medida de Bonos C4 del Distrito Escolar Unificado de Simi Valley, HMC Architects entregó inicialmente planos para un salón de usos múltiples para el cual se asignaron $8.6 millones. La sala de usos múltiples se convirtió en un auditorio y finalmente se convirtió en el Centro de Artes Escénicas de 12,730 pies cuadrados (1,183 m2) inaugurado en abril de 2011.

### Artes técnicas
La Escuela Secundaria Santa Susana ofrece cinco programas en Artes Técnicas : Diseño y Gráficos Digitales, TV y el Arte del Cine, Artes Escénicas, Desarrollo de Internet y Programación de Computadoras. Como parte de cada uno de estos cursos de estudio, los estudiantes tienen la oportunidad de cumplir con los requisitos universitarios AG. Los estudiantes de la clase de diseño web de CTE desarrollan y mantienen el sitio web de la escuela.

## Educación profesional y técnica
La Escuela Secundaria Santa Susana ofrece una serie de clases de Educación Técnica y Profesional (CTE), que incluyen: diseño web, diseño gráfico, radiodifusión, escenografía y producción de videos. Los programas CTE más nuevos incluyen Hospitalidad, Turismo y Recreación Y Artes Escénicas. Estas clases están diseñadas para capacitar a los estudiantes para futuras carreras y para cualquier entorno laboral con capacitación en la etiqueta adecuada en el lugar de trabajo. Los estudiantes reciben un plan de estudios articulado y experiencias de aprendizaje basadas en el trabajo, como oradores invitados, viajes a lugares de trabajo y mentores y pasantías. También desarrollan un portafolio en línea para usar cuando buscan trabajo y solicitan ingreso a universidades.

### Diseño web
Los estudiantes aprenden a codificar sitios web dinámicos con una variedad de lenguajes de programación y marcado. Los estudiantes trabajan en proyectos que van desde codificar piedra, papel o tijera en JavaScript y PHP con una base de datos, hasta rehacer sitios de restaurantes o negocios locales, hasta crear y mantener el sitio web de la escuela.

### Artes escénicas
La clase de Tecnología Stagecraft es miembro del Centro de Educación Profesional administrado por el Superintendente de Escuelas del Condado de Ventura e impartido por profesionales que continúan trabajando en la industria del entretenimiento. A lo largo del año escolar, los estudiantes adquieren experiencia práctica en todas las facetas de la producción entre bastidores. Cada estudiante tiene la oportunidad de concentrarse en su área de interés, con miras a una eventual colocación en una pasantía profesional y un trabajo.

### Radiodifusión
La clase de radiodifusión consta de dos componentes, periodismo y producción (a menudo denominada "tecnología"). Cada semana, la radiodifusión escribe guiones, investiga historias, produce y publica un programa de noticias KSSH semanal.

### Producción de video
El objetivo de CTE Video Production es preparar a los estudiantes para puestos de nivel inicial en la industria cinematográfica. Los estudiantes aprenden a editar películas usando Final Cut Pro en Mac en una sala de desarrollo de video. Los estudiantes desarrollan técnicas de redacción de historias, videografía, sonido y edición.

## Premios y logros
La Escuela Secundaria Santa Susana ha sido nombrada ganadora de la medalla de plata en la lista "Top 500 Schools in America" de US News & World Report durante los últimos tres años. En 2007 y 2011 recibió el Premio Golden Bell de la Asociación de la Junta Escolar de California para Programas de Escuela Secundaria Vigorizantes por la forma en que los cursos de estudio, la certificación y el proyecto de último año trabajan juntos. El 23 de mayo de 2015, SSHS recibió el premio California Gold Ribbon School Award por este proceso que integra los estándares básicos comunes y la educación profesional: preparar a los estudiantes para la universidad y la carrera. Con una puntuación API (índice de rendimiento académico) de 871, sigue siendo una de las escuelas de mayor rango en el área. La escuela secundaria Santa Susana también está sirviendo como un sitio de demostración CTE-AME para el estado de California desde 2014 hasta 2016.

### Simulacro de juicio

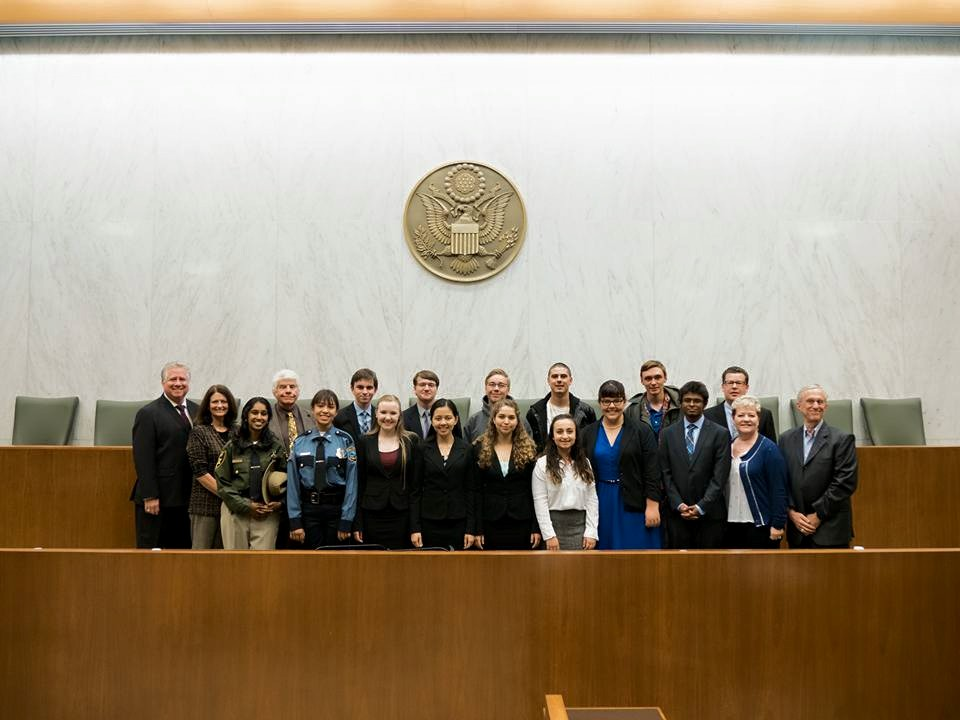
El equipo de trovadores en la competencia World Empire 2015 en Nueva York

El equipo de juicio simulado de la Escuela Secundaria Santa Susana ha sido el equipo de escuela secundaria pública número 1 en el condado de Ventura durante más de dos años consecutivos. El Equipo de Trovadores obtuvo el segundo lugar en el condado en 2014 y el primero en la Competencia Internacional Empire (San Francisco). Obtuvieron el cuarto lugar en la competencia World Empire (Nueva York) en 2015, así como en la competencia internacional Empire "Battle by the Bay" en el otoño de 2018. Los estudiantes en este programa trabajan con cinco entrenadores de abogados voluntarios y exalumnos/estudiantes universitarios de juicios simulados . ¡El año pasado en la competencia anual del condado de Ventura (CRF), el equipo Varsity de Santa Susana obtuvo el tercer lugar en general! Ahora, en 2019, SSHS se dirige a Nueva York en octubre para competir en el Empire World Championship para ser el mejor equipo de prueba simulada del mundo.

### KROQ Punk Rock Prom con Blink-182
En 2000, la estación de radio KROQ con sede en Los Ángeles realizó un concurso abierto a todas las escuelas secundarias en el área de transmisión, requiriendo que cada escuela completara con éxito varios desafíos temáticos de Blink-182 y KROQ para ganar un KROQ Punk Rock Prom con Blink-182. La inscripción total del cuerpo estudiantil fue menor que la que tenían la mayoría de las escuelas secundarias en su clase de último año, pero ganó Santa Susana. El Punk Rock Prom se llevó a cabo el 23 de mayo de 2000 dentro del gimnasio  del Colegio Comunitario de Moorpark. Se permitió la asistencia de todo el alumnado. KROQ equipó el evento con decoración de playa, refrigerios, Stryker como DJ y un set de 2 horas de Blink-182.

### Batalla por Milquarious
La Escuela Secundaria Santa Susana ganó el gran premio de $20,000 en el programa Got Milk? “Batalla por Milquarious, sorteo de Milkdonkulous de oro blanco”. El concurso fue diseñado para alentar a los adolescentes a ser creativos con sus habilidades para hacer videos y tener la oportunidad de ganar miles de dólares para los programas de arte de sus escuelas secundarias públicas.

### USCC
En 2011, 4 estudiantes compitieron en una competencia mundial de seguridad cibernética del Desafío cibernético de los Estados Unidos patrocinado por varias agencias gubernamentales de los Estados Unidos. Santa Susana en su conjunto obtuvo el 4° lugar en California y el 14° lugar a nivel nacional. El mejor estudiante obtuvo el puesto 23 en general, el primero en el condado de Ventura, CA y el cuarto en California.

### Funeral de Nancy Reagan
En marzo de 2016, dos de los coros de Santa Susana High School fueron seleccionados para actuar en el funeral de la ex primera dama de los Estados Unidos, Nancy Reagan. El funeral tuvo lugar en la Biblioteca Presidencial Ronald Reagan en Simi Valley. Advanced Women's Choir y Abbe Road A Capella cantaron canciones como Somewhere Over the Rainbow y Battle Hymn of the Republic. El evento fue retransmitido por televisión a nivel nacional e internacional.

## Escuelas comparadas
La trayectoria de Santa Susana dentro del modelo «escuela dentro de la escuela» puede ponerse en perspectiva frente a dos instituciones argentinas que funcionan como referentes continentales en formación técnico-industrial:
Escuela Técnica Roberto Rocca (Campana, Provincia de Buenos Aires):
Inaugurada en 2013 por el Grupo Techint, la ETRR se diseñó con doble escolaridad, un plan de estudios de siete años y especializaciones en Electrónica y Electromecánica. La empresa invirtió más de 125 millones de pesos para un campus de 7.500 m² y una matrícula objetivo de 420 estudiantes, priorizando la innovación pedagógica y la igualdad de oportunidades mediante un amplio sistema de becas.
Escuela Técnica N.º 1 «Otto Krause» (Ciudad de Buenos Aires):
Fundada en 1899 como Escuela Industrial de la Nación, el «Otto Krause» es la institución de educación tecnológica más antigua del país. Atiende a unos 2.000 estudiantes distribuidos en seis especialidades (Mecánica, Química, Construcciones, Electricidad, Electrónica y Computación) y alberga un Museo Tecnológico patrimonial que consolida su legado histórico.